# Gertrud Kappel
Gertrud Kappel, auch Gertrude Kappel, (1. September 1884 in Halle/Saale – 3. April 1971 in Höllriegelskreuth) war eine deutsche Opernsängerin (Sopran), die für ihre Wagner- und Strauss-Interpretationen berühmt wurde.

## Leben
Kappel studierte am Konservatorium Leipzig. Dort wechselte sie von Alt zu Sopran. Ihr Debüt gab sie 1907 als Leonore im Fidelio am Opernhaus Hannover, wo sie bis 1921 tätig war. Von 1921 bis 1927 zählte sie zum Ensemble der Wiener Staatsoper und von 1927 bis 1932 dem der Bayerische Staatsoper München. 1928 bis 1936 war sie an der Metropolitan Opera in New York verpflichtet. 1937 beendete sie ihre Karriere.
Am 14. August 1922 interpretierte die Sängerin – bei der ersten Opernaufführung der Salzburger Festspiele – die Rolle der Donna Anna im Don Giovanni, es dirigierte Richard Strauss. Zwischen 1920 und 1933 sang die Sängerin zumindest 57-mal an der Wiener Staatsoper in führenden Rollen. In den 1930er Jahren feierte sie Erfolge bei den Bayreuther Festspielen.
Gertrud Kappel beherrschte fast das vollständige Wagner-Fach von Senta über Ortrud und Kundry bis zu Isolde und Sieglinde. Berühmt waren auch ihre Strauss-Interpretationen –  beispielsweise die Titelpartie der Elektra und die Feldmarschallin. Im italienischen Fach reüssierte sie als Aida, Tosca und als Amelia im Maskenball, im deutschen Fach als Beethovens Leonore oder d’Alberts Martha. Sie sang aber auch selten gespielte Werke, etwa die Titelpartie in Korngolds Violanta oder die Valentine in Meyerbeers Hugenotten.

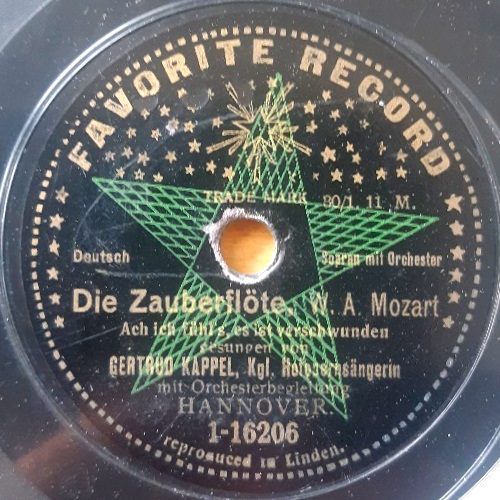
Schallplatte von Getrud Kappel (Berlin 1911)

Gertrud Kappel hinterließ Aufnahmen bei Favorite (Berlin 1911) und Grammophon (Berlin 1925).